# Milou van Wijk
Milou van Wijk (Zwijndrecht, 12 november 2004) is een Nederlandse zwemster gespecialiseerd in de 50 meter vrije slag. Van Wijk traint onder leiding van Kees Robbertsen. Ze nam deel aan de WK 2024 in Doha, waar ze met de estafetteploeg een gouden medaille won op de 4×100 meter vrije slag.

## Carrière
In 2023 sloot Van Wijk zich voor het eerst aan bij het seniorenteam voor op het WK 2023 bij de 4×100 meter estafette vrije slag, waar een zesde plaats werd behaald. Op hetzelfde toernooi haalde ze bij de gemengde estafette een twaalfde plaats.
Een jaar later won Van Wijk haar eerste gouden medaille op de WK 2024 in Doha, Qatar. In de finale werd ze vervangen door Marrit Steenbergen en werd de Nederlandse estafetteploeg eerste met een tijd van 3:36.61. Ook nam Van Wijk deel aan de 4×100 meter gemengde estafette, waarmee ze in de finale een zesde plaats behaalde. Hetzelfde jaar greep Van Wijk naast deelname aan de Olympische Zomerspelen.
In juni 2025 won Van Wijk gouden medailles op de 50 meter vrije slag en 100 meter vrije slag op de EK onder 23. Een maand later won ze met de Nederlandse estafetteploeg, naast Van Wijk bestaande uit Marrit Steenbergen, Tessa Giele en Sam van Nunen, een bronzen medaille op de 4×100 meter vrije slag op het WK 2025. Van Wijk behaalde de finale van de 50 meter vrije slag. Met een vijfde plaats greep ze op 3 augustus 2025 naast een medaille.

## Persoonlijke records
Bijgewerkt tot en met 2 augustus 2025
Kortebaan
| Afstand         | Tijd    | Datum            | Plaats    |
| --------------- | ------- | ---------------- | --------- |
| 50m vrije slag  | 24,08   | 14 december 2024 | Boedapest |
| 100m vrije slag | 52,30   | 21 december 2024 | Den Haag  |
| 200m vrije slag | 2.01,19 | 9 november 2024  | Gent      |

Langebaan
| Afstand         | Tijd    | Datum           | Plaats    |
| --------------- | ------- | --------------- | --------- |
| 50m vrije slag  | 24,23   | 27 juni 2025    | Samorin   |
| 100m vrije slag | 52,91   | 1 augustus 2025 | Singapore |
| 200m vrije slag | 2.01,49 | 29 maart 2025   | Antwerpen |